# Bartolomeo Scappi

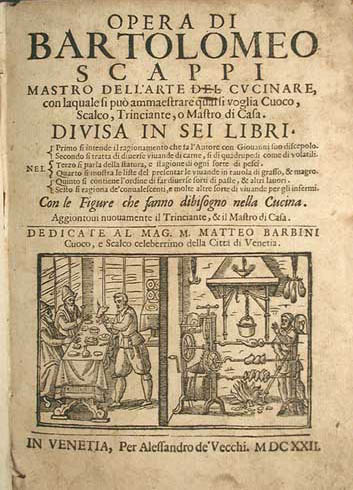
Opera di Bartolomeo Scappi Mastro dell'Arte del Cucinare, Venecia: Alessandro de Vecchi, 1622.

Bartolomeo Scappi (Dumenza, ~ 1500 – 13 de abril de 1577) fue un cocinero italiano del Renacimiento.
Los años de su nacimiento y muerte son desconocidos. El primer hecho sabido en su vida es en abril de 1536, cuando organizó un banquete cuando estaba al servicio de cardenal Lorenzo Campeggio. Sirvió a varios otros cardenales más tarde pasando luego al servicio del Papa Pío IV, incorporándose al equipo de cocina de la Santa Sede. Continuó trabajando como cocinero para el papa Pío V.
Adquirió fama en 1570 con la publicación de su libro Opera dell'arte del cucinare, en el que detalla más de mil recetas de la cocina renacentista y descripciones de varias técnicas e instrumentos. Reimpresiones de la obra fueron continuamente publicadas entre 1570 y 1643.
Scappi revolucionó la cocina de su tiempo con sus nuevos métodos y el uso de ingredientes traídos de América.
- Datos: Q683189
- Multimedia: Bartolomeo Scappi / Q683189